# Pauls Mincs
Pauls Mincs, rusky Па́уль Минц, německy Paul Mintz (30. června 1868 Daugavpils – 28. prosince 1941) byl lotyšský právník a politik, ministr. Paul Mincs je považován za nejvýznamnějšího představitele liberální právní vědy v nezávislém Lotyšsku. Svojí zvláštní pozornost věnoval evropskému chápání práva; zachování právního státu.

## Život
Narodil se jako syn židovského obchodníka. Navštěvoval střední školu v Rize, kterou absolvoval v roce 1885. Poté studoval práva v Petrohradě a na univerzitě v Tartu, kde v roce 1892 získal magisterský titul v oboru práva. Nejprve pracoval jako právník a zároveň byl výkonným ředitelem pobaltské pobočky Společnosti pro šíření osvícenství mezi Židy v Rusku (rusky: О́бщество для распростране́ния просвеще́нияжмм си́и). Od roku 1917učil na univerzitách v Moskvě, Tartu a Rize. V roce 1921 se stal profesorem kriminologie, trestního práva a trestního práva procesního na Lotyšské univerzitě v Rize. Byl předsedou Asociace židovských právníků v Lotyšsku.
Mincs začal svou politickou kariéru v roce 1918 v lotyšském hnutí za nezávislost. Byl nejprve zástupcem v prozatímní Lotyšské národní radě a poté v Ústavodárném shromáždění. Výrazně jím byla formována lotyšská ústava. Pauls Mincs byl v letech 1919 až 1921 (Ulmaniho vláda) státním kontrolorem v hodnosti ministra, také ministrem práce Lotyšské republiky a mezitím předsedou Lotyšského účetního dvora. Byl členem Židovské národní demokratické strany (Latvijas žīdu nacionāldemokrātiskā partija).
Ve 20. letech 20. století měl Pauls Mincs jako předseda komise pro nový trestní zákoník primární odpovědnost za lotyšský trestní zákoník z roku 1933. Ten byl na svou dobu spíše progresivní. Mincs zastupoval Lotyšsko na mezinárodních konferencích o trestním právu v Londýně v roce 1925 a v Berlíně v roce 1935, v Mezinárodní komisi pro trestní právo v Bernu v roce 1934 a v Mezinárodním úřadu pro sjednocení trestního práva v Bukurešti. Byl jedním z mála varovných hlasů před autoritářskými tendencemi 30. let 20. století v Lotyšsku. Jako trestní právník se snažil hrát roli prostředníka mezi formalistickým německým trestněprávním myšlením a systémem trestní justice v Lotyšsku, který byl ještě formován klasickou ruskou školou carské éry.
Po obsazení Lotyšska Sovětským svazem (v roce 1940) byl zatčen a se svou ženou a synem deportován na Sibiř. Zemřel 28. prosince 1941 v sovětském táboře nucených prací, podle některých údajů - ve městě Kansk, podle jiných - uTajšetu.
Jeho bratr – lékař Wladimir Mincs (1872–1945), zemřel v koncentračním táboře Buchenwald.

## Dílo (výběr)
- Die Lehre von der Beihilfe (magisterská práce) 1892.
- Extraordinäre Strafjustiz: rechtsgeschichtliche Studien. Riga: Haecker, 1918 (německy)
- Senāta izskaidrojošā darbība, raksts publicēts: Tieslietu Ministrijas Vēstnesis, Nr.1. 1920.
- Vēl par 259(1).pantu, raksts publicēts: Tieslietu Ministrijas Vēstnesis, Nr.4/6. 1921.
- Krimināltiesību kurss: vispārējā daļa. 2., pārstr. un papild. izd. Rīga: aut. izd., 1934.
- La nuova Legislazione Penale della Lettonia . Roma: Istituto di studi legislativi, 1936. (itlasky)
- Kriminaltiesības: sevišķā daļa. 2., pārstr. un papild. iesp. Rīga : Latvijas Universitāte, 1939.
- Krimināltiesību kurss. Rīga: Tiesu namu aģentūra, 2005.